# Cruis'n Exotica

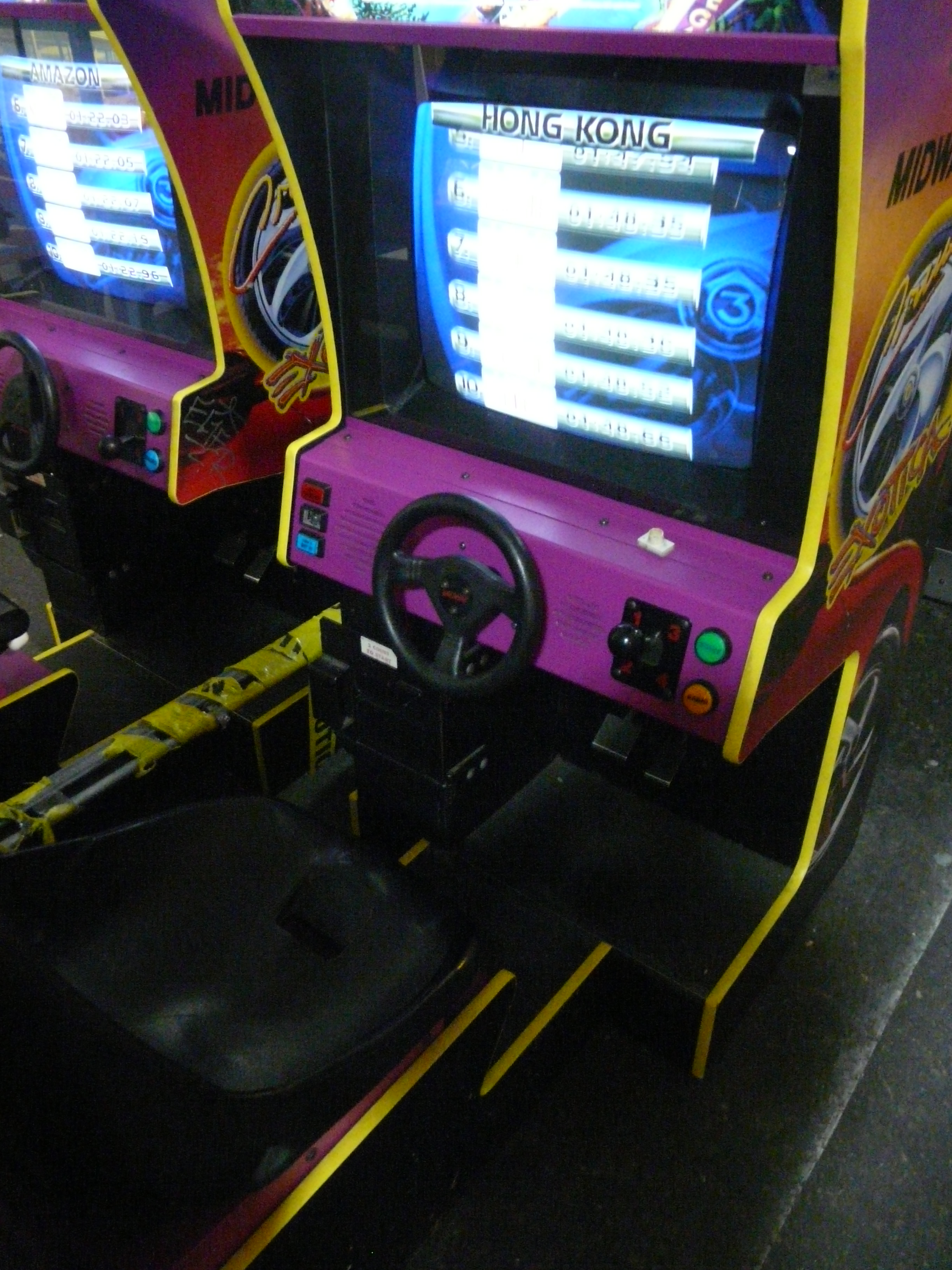
Modelo de máquina de arcade do jogo Cruis'n Exotica

Cruis'n Exotica é um videojogo de 1999 de corrida desenvolvido para arcade pela Midway Games. O jogo é uma sequela de Cruis'n World e é a terceira entrada da série Cruis'n.
Ele foi portado pela Gratuitous Games para a Nintendo 64 em 2000, juntamente com uma versão para Game Boy Color desenvolvida pela Crawfish Interactive.

## Jogabilidade
Cruis'n Exotica tem uma jogabilidade semelhante aos jogos anteriores da série, mas acrescenta um sistema de código PIN para acompanhar o progresso como em San Francisco Rush 2049. Os níveis ocorrem em locais exóticos no universo, tais como Las Vegas, Índia, e a superfície de Marte. O jogo também permite que um jogador escolha um motorista durante as corridas, incluindo um marciano, um bebê, um palhaço e um cowboy. A versão Nintendo 64 é muito semelhante ao seu homólogo arcade, contendo faixas e veículos escondidos, porém com alguns cortes (os gráficos sofreram perda de detalhes, e não há veículos licenciados).